# Mendel von Podheiz
Zacharja Mendel von Podheiz (ur. ?, zm. 20 grudnia 1791) – rabin Frankfurtu nad Odrą do 1791.

## Życiorys
Pochodził z rodziny Żydów galicyjskich (Podheiz to inaczej Podhajce). Syn rabina Leiba von Podheiza. Początkowo nauczał we Lwowie. Autor dzieł: "Menorat Zacharja" (Lampa Zacharji) i "Zacharja Hamewin" (Zacharja rozsądny).
Zmarł w wigilię Święta Chanuka 5552. Został pochowany na cmentarzu żydowskim w Słubicach.
Nowy, współczesny nagrobek z 2004 został ufundowany przez rabina Berela Polatska z Nowego Jorku, a wykonany przez kamieniarza Miklósa Horvátha z miejscowości Nyíregyháza na Węgrzech. Treść inskrypcji odbiega nieco od brzmienia oryginału.